# Egíal (Paflagònia)
|  | No s'ha de confondre amb Egíal. |

Egíal (en grec antic Αἰγιαλός, que significa 'litoral', 'vora de la mar') era una ciutat grega situada a la costa de Paflagònia de la que parla Homer al "Catàleg dels troians" a la Ilíada, on diu que formava part del territori governat pel rei Pilemenes. La situa a la riba del riu Partenos, entre les ciutats de Cromna i Erítinos.